# Vaterpolski klub Jadran Split
 Ovo je glavno značenje pojma Vaterpolski klub Jadran Split. Za druga značenja pogledajte Vaterpolski klub Jadran.
Vaterpolski klub Jadran je vaterpolski klub iz Splita.
Klupsko sjedište je na adresi Sustipanski put 23, p.p. 389, Split (na predjelu Zvončac).

## Klupska povijest
Vaterpolski klub "Jadran" jedan je od najpoznatijih hrvatskih vaterpolskih klubova, a zasigurno je najpoznatiji kao dvostruki europski prvak. Tijekom svoje povijesti nekoliko je puta mijenjao ime pa je bio poznat i kao Baluni, Hajduk, Jadran Koteks, Jadran Deltron ili Jadran Slobodna Dalmacija. 
Sportsko društvo Jadran, osim vaterpolsku, ima i svoju plivačku i ribolovnu sekciju.

## Klupski uspjesi
Višestruki je državni prvak, a osvajač je nekoliko europskih klupskih naslova.
Kup prvaka
- osvajač: 1991./92., 1992./93.

 COMEN kup
- pobjednik: 1991., 1995.

Kup LEN
- finalist: 1998.

Europski superkup
- drugoplasirani: 1992., 1993.

Jugoslavensko prvenstvo
- prvak: 1923., 1939., 1946., 1947., 1948., 1954., 1957., 1960., 1991. 
  - doprvak: 1922., 1924., 1925., 1927., 1929., 1930., 1931., 1936., 1956., 1958., 1959.

Hrvatsko prvenstvo
- prvak: 2023.
- doprvak: 1992., 1993., 1994., 1997., 2022.

Zimsko prvenstvo Jugoslavije
- prvak: 1967.
  - doprvak: 1959.

Hrvatski kup
- prvak: 2021.
  - finalist: 2003., 2017.

Jugoslavenski kup
- finalist: 1990.

## Međunarodna natjecanja

### Plasmani uJadranskoj ligi

#### Ligaški dio
| sezona    | faza lige       | mj./od        | ut | pob | ner | por | golovi  | bod | doigravanje | napomene                                       |
| --------- | --------------- | ------------- | -- | --- | --- | --- | ------- | --- | ----------- | ---------------------------------------------- |
| 2008./09. | liga            | 9./12         | 22 | 6   | 0   | 16  | 164:255 | 12  |             |                                                |
| 2009./10. | liga            | 10/13         | 24 | 6   | 1   | 17  | 201:244 | 13  |             |                                                |
| 2010./11. | liga            | 10/12         | 12 | 2   | 1   | 9   | 98:149  | 7   | 10. mjesto  |                                                |
| 2011./12. | liga za plasman | 6/7 (12/13)   | 18 | 3   | 2   | 13  | 144:208 | 11  |             | uračunati svi rezultati iz prvog dijela        |
| 2012./13. | liga            | 7/12          | 22 | 9   | 1   | 12  | 199:225 | 28  |             |                                                |
| 2013./14. | liga            | 9./12         | 22 | 6   | 1   | 15  | 195:247 | 19  |             |                                                |
| 2014./15. | liga za plasman | 4./7 (12./15) | 20 | 7   | 2   | 11  | 165:210 |     |             | uračunati svi rezultati iz 1. i 2. dijela lige |
| 2015./16. | A2 liga         | 1./7          | 12 | 10  | 1   | 1   | 150:85  | 31  |             | 2. rang regionalne lige                        |

## Poznati igrači i treneri
- Mislav Bezmalinović
- Joško Kreković
- Miro Mihovilović, najbolji vratar olimpijskog turnira 1936.
- Anton Nardeli
- Renco Posinković
- Ratko Rudić
- Anđelo Šetka
- Dubravko Šimenc
- Mile Smodlaka
- Jakov Džoni (vaterpolist)

## Knjige o Jadranu
- Miroslav Copič: Jadran-Koteks: '20 - '90, Split, 1990.

## Unutrašnje poveznice
- VK Jadran Split (žene)

## Vanjske poveznice
- http://www.vkjadransplit.hr/ Klupske stranice
- wayback arhiva, vkjadransplit.hr na dan 6. siječnja 2013.
- Slobodna Dalmacija Osamdeseti rođendan splitskog Jadrana (podlistak)
- Vjesnik Vaterpolo
- https://www.facebook.com/VK-Jadran-Split-klupska-stranica-1715758935307774 Facebook stranica